# Бжостовський Казимир
Бжостовський Казимир (1882, Терезівка, Ковельський повіт, Волинська губернія, Російська імперія – 21 березня 1927, Терезівка, Ковельський повіт, Волинське воєводство, Польща) — староста Володимирського повіту, президент м. Ковеля.
Закінчив реальну школу у Варшаві. Навчався на хімічному факультеті Варшавської політехніки. Через студентський страйк 1905 року був змушений виїхати до Австро-Угорщини, де продовжив навчання у Львові та Празі. Після навчання повернувся у рідне село. 1915 року був примусово евакуйований російською владою. Мешкав у Житомирі, де був активним діячем польських громадських організацій.
1919 року, після зайняття західної Волині польськими військами, переїздить до Польщі. Обіймає посаду референта у Володимирському повітовому управлінні, заступника старости, старости Ковельського повіту. 
З осені 1920 року до 1921 року — Володимирський староста. Після чого повернувся у рідне село для порятунку власного маєтку. З 1925 року знов на посаді Володимирського старости. На цій посаді ініціював відновлення пожежної охорони у повіті, розпочав будівництво Польського Дому у Володимирі.
1926 року став Президентом міста Ковеля. На посаді перебував лише декілька місяців. Помер 21 березня 1927 року через важку недугу.